# Pyrenacantha longirostrata
Espèce
Pyrenacantha longirostrata est une espèce de plantes à fleurs de la famille des Icacinaceae et du genre Pyrenacantha, subendémique du Cameroun, observée également au Gabon.

## Description
C'est une petite liane grêle volubile pouvant atteindre 6 m de hauteur. Sa tige est glabre, faiblement torsadée.

## Distribution
On lui connaît cinq localisations, dont quatre au Cameroun dans la Région du Sud-Ouest (au mont Cameroun dans la réserve forestière de la Mokoko ; sur la piste reliant Akwaya et Mamfé ; sur la route entre Limbé et Kumba ; sur les hauts plateaux du Lebialem à Bechati) et la cinquième au Gabon (monts de Cristal).